# Glace Hokey Pokey
Pour les articles homonymes, voir Hokey Pokey.

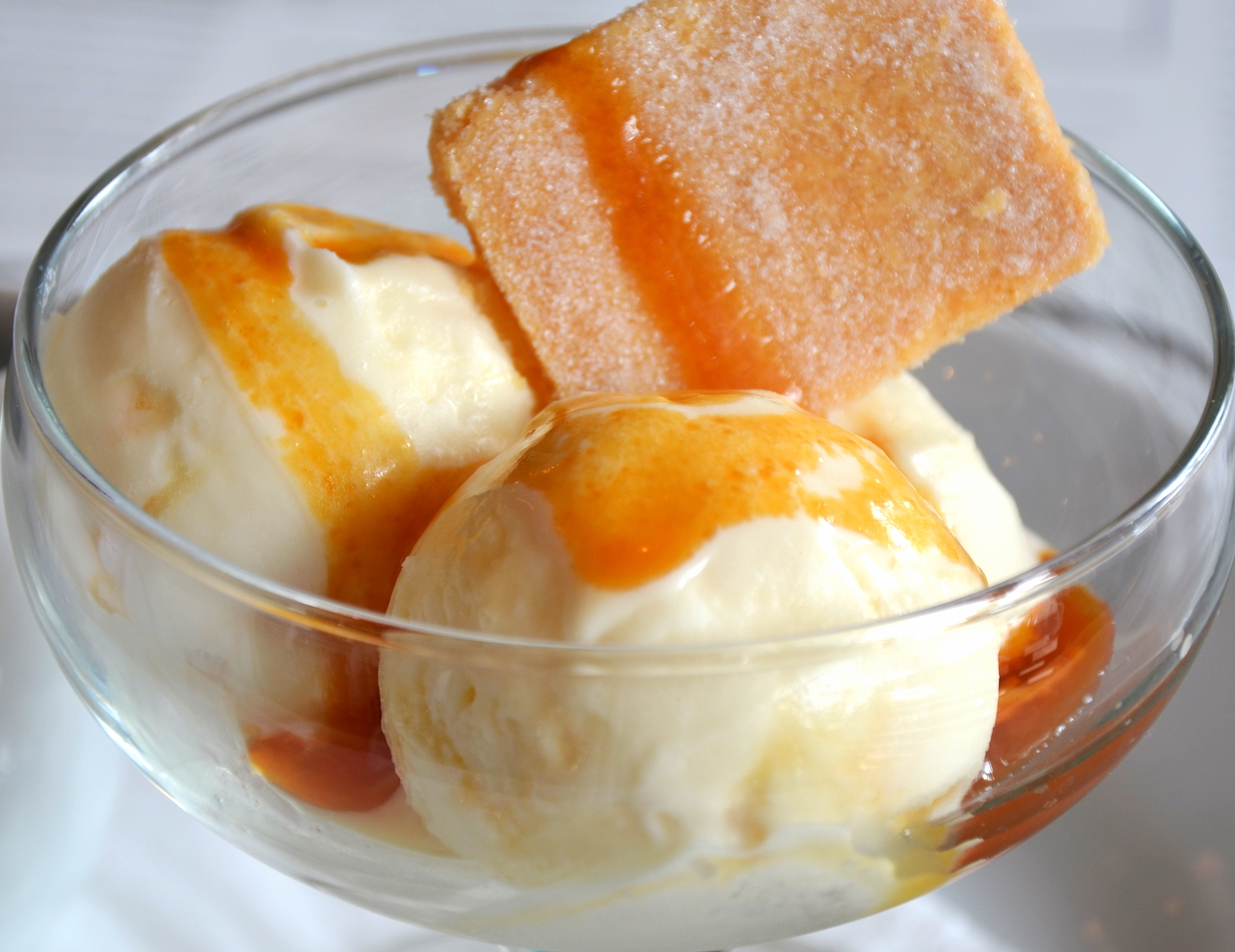
Une glace Hokey pokey.

La glace Hokey Pokey est une crème glacée créée en Nouvelle-Zélande à la fin du XIXe siècle. Elle est composée de glace à la vanille avec de petits morceaux de gaufrette au miel. Jusqu'en 1980, la recette originale consistait en du caramel solide, mais lors d'un changement au niveau marketing, la compagnie Tip Top a décidé d'utiliser plutôt des petites boules de caramel en rayons de miel.

C'est la saveur la plus populaire après la saveur à la vanille en Nouvelle-Zélande. Le Hokey Pokey est également exporté au Japon et dans le Pacifique.

## Étymologie
" Hokey pokey " est un terme argotique qui désigne la glace en général au XIXe et au début du XXe siècle dans plusieurs régions - dont New York et certaines parties de la Grande-Bretagne - et plus particulièrement la glace vendue par les vendeurs de rue. Les vendeurs, dont on dit qu'ils sont pour la plupart d'origine italienne, auraient utilisé un argumentaire ou une chanson de vente comportant l'expression " hokey pokey ", dont plusieurs origines ont été suggérées, bien qu'aucune étymologie certaine ne soit connue. Une de ces chansons, utilisée dans les années 1930 à Liverpool, au Royaume-Uni, était " Hokey Pokey penny a lump, that's the stuff to make ye jump ".
Le nom peut provenir du terme " hocus-pocus ", ou il peut s'agir de la corruption d'une ou plusieurs phrases italiennes. Selon The Encyclopedia of Food (publié en 1923, New York), hokey pokey (aux États-Unis) est " un terme appliqué aux couleurs et saveurs mélangées de la crème glacée sous forme de gâteau ". Selon l'Encyclopédie, le terme provient de l'expression italienne " oh che poco " - " oh combien peu ". D'autres dérivations possibles incluent d'autres expressions italiennes de même consonance : par exemple ecco un poco - " voici un (petit) morceau ".